# Ricardo Alfaro (politicus)
Ricardo Joaquín Alfaro Jované (Panama-Stad, 20 augustus 1882 - aldaar, 20 februari 1971) was een Panamees politicus, diplomaat en rechter. Hij was Minister van Buitenlandse Zaken en kortstondig president. Na een diplomatieke vervolgcarrière werd hij op hoge leeftijd gekozen tot rechter van het Internationaal Gerechtshof.

## Levensloop
Alfaro studeerde in 1904 af aan de Universiteit van Cartagena in Colombia en trad het jaar erop in diplomatieke dienst. In 1918 promoveerde hij tot doctor op het gebied van rechtsgeleerdheid en politicologie. Verder studeerde hij nog taalkunde en literatuurwetenschap. Ook stelde hij verschillende historische werken samen.
Na afloop van de Eerste Wereldoorlog leidde hij de Panamese delegatie bij de onderhandelingen met de Verenigde Staten over de status van het Panamakanaal en van 1920 tot 1921 vervulde hij het ambt van Minister van Buitenlandse Zaken. Aansluitend werkte hij van 1922 tot 1930 en opnieuw van 1933 tot 1936 als gevolmachtigd gezant in de VS. Nadat hij sinds 1928 vicepresident van het land was geweest, werd hij voor de periode van januari 1931 tot juni 1932 benoemd tot president.
Na de Tweede Wereldoorlog leidde Alfaro in 1945 de delegatie tijdens de oprichtingsconferentie van de Verenigde Naties in San Francisco. Tijdens de conferentie gold hij als een van de actiefste gedelegeerden en zette hij een belangrijke stempel op de Spaanse versie van het Handvest van de Verenigde Naties. Hij maakte zich sterk voor de opname van wezenlijke rechten van de mens in het handvest. Toen hij daar geen succes in had, bracht hij het opnieuw in tijdens de Algemene Vergadering van de Verenigde Naties en in 1947 nogmaals in de net opgerichte Mensenrechtencommissie van de Verenigde Naties waar hij zelf ook deel van uitmaakte. Het ontwerp werd uiteindelijk een wezenlijk bestanddeel van de Universele verklaring van de rechten van de mens die in 1948 werd bekrachtigd.
In 1946 werd hij opnieuw Minister van Buitenlandse Zaken, maar trad in 1947 alweer af nadat er protest was ontstaan over een op handen staande afspraak met de VS over het Panamakanaal.
Van 1949 tot 1953 maakte hij deel uit van de Commissie voor Internationaal Recht. Sinds 1954 was Alfaro lid van het Institut de Droit international. In 1959 was hij docent aan de Haagsche Academie voor Internationaal Recht.
In 1959 jaar werd hij op een leeftijd van 76 jaar gekozen tot rechter van het Internationale Gerechtshof in Den Haag. In 1964 legde hij deze functie neer vanwege zijn leeftijd, waarbij hij de laatste drie jaar ook had gediend als vicepresident van het hof. In1966 werd hij uitgeroepen tot erelid van de American Society of International Law.

## Werk (selectie)
- 1909: Vida del General Tomás Herrera, Barcelona
- 1921: Carabobo: Narración Histórica, Panama
- 1960: The Rights and Duties of States, uit de serie Collected Courses of the Hague Academy of International Law, 97e deel, Den Haag

- Catàleg d'autoritats de noms i títols de Catalunya: 981058515479906706
- Gemeinsame Normdatei: 1057468096
- International Standard Name Identifier: 0000 0001 0881 2503
- Library of Congress Control Number: n82066740
- National Archives and Records Administration: 77165651
- Nationale Bibliotheek van Israël: 987007277856905171
- Nederlandse Thesaurus van Auteursnamen: 068053398
- SNAC: w6fn3v4p
- Système universitaire de documentation: 078837154
- Trove: 1263582
- Virtual International Authority File: 25947878
- WorldCat: E39PBJqqvVBh7wbjPQPvkJF3Qq